# Lauchbach (Irrbach)
Der Lauchbach ist ein knapp ein Kilometer langer rechter und südwestlicher Zufluss des Irrbaches.

## Geographie

### Verlauf
Der Lauchbach entspringt im Odenwald auf einer Höhe von etwa 319 m ü. NN in einem Wiesenstreifen am Ostrand des Dachsbergs (385 m ü. NN)  südwestlich von Reichelsheim-Unter-Ostern. Er fließt zunächst in nordöstlicher Richtung durch Felder und Wiesen. Kurz vor dem Ortsrand von Unter-Ostern  wechselt er seinen Lauf nach Norden und mündet schließlich auf einer Höhe von etwa 233 m ü. NN in den Irrbach.

### Flusssystem Gersprenz
- Fließgewässer im Flusssystem Gersprenz